# دنيس كليفورد
دنيس كليفورد (29 فبراير 1992 في الولايات المتحدة - ) (بالإنجليزية: Dennis Clifford)‏ هو لاعب كرة سلة أمريكي في مركز الوسط.

## وصلات خارجية
- دنيس كليفورد على موقع الدوري الأوروبي لكرة السلة (الإنجليزية)
- دنيس كليفورد على موقع كرة السلة الأوروبية.كوم (الإنجليزية)
- دنيس كليفورد على موقع كلية كرة السلة في سبورتس رفرنس.كوم (الإنجليزية)
- دنيس كليفورد على موقع ريلجم (الإنجليزية)
- دنيس كليفورد على موقع بروبوليرز (الإنجليزية)
- دنيس كليفورد على موقع سبورتس رفرنس (الإنجليزية)
- دنيس كليفورد على موقع سبورتس رفرنس (الإنجليزية)